# Tallheo Hot Springs
Tallheo Hot Springs är en källa i Kanada.   Den ligger i provinsen British Columbia, i den sydvästra delen av landet, 3 700 km väster om huvudstaden Ottawa. Tallheo Hot Springs ligger 88 meter över havet.
Terrängen runt Tallheo Hot Springs är huvudsakligen mycket bergig. Tallheo Hot Springs ligger nere i en dal. Trakten runt Tallheo Hot Springs är nära nog obefolkad, med mindre än två invånare per kvadratkilometer.. Det finns inga samhällen i närheten. 